# 綿
綿（わた）は、繊維が絡まりあって塊の状態になっているものの総称。
- 日本の戦国時代に木綿が普及して以降、現代日本では、通常、ワタ（アオイ科ワタ属の総称。ここでは、カタカナで書くときはこの意味で使う）から取られた木綿を意味する。
- それ以前の古代や中世では、蚕の繭から作られた絹の真綿を意味するのが普通である。他に麻の繊維の塊もある。

現代でも、布団や座布団の詰め物は、繊維の種類を問わず「綿（わた）」と呼ばれる。現代の日本では「布団（ふとん）」「座布団」などの詰め物におおく使用されていて、日本の産業には欠かせない原料である。

## 綿の種類

### 天然繊維

#### 植物
綿花
- 木綿（英語: cotton） - 	アオイ科ワタ属の果実から得られる「わた」。布団の詰め物などに用いられる。
- 木棉（きわた、 英語: tree cotton） - キワタ（アオイ科キワタ属）の種子から取る「わた」。
- パンヤ（カポック、 英語: kapok） - アオイ科セイバ属のカポックやトックリキワタなどの果実から取る「わた」。吸油性にすぐれる。
- 麻綿 - 麻繊維による「わた」。吸放熱性が良く、さらっとした肌触りが特徴。夏用布団に用いられる事が多い。

#### 動物繊維
- 真綿（英語: floss silk） - 絹繊維による「わた」。光沢があり、保温性・通気性・吸放湿性が良く軽い。高級詰め物に多く見られる。
- 羊毛綿 - 羊毛繊維による「わた」。表面は鱗が重なり合ったような形状をしており、クリンプと呼ばれる独特の縮れを有する。ヨーロッパでは古くから用いられ、弾力性・保湿性・吸放熱性に優れている。

#### 鉱物繊維
- 石綿 （英語 asbestos） - 天然の鉱物が繊維状に変形したもの。耐久性、耐熱性、耐薬品性、電気絶縁性などに優れる反面、その繊維が肺疾患を惹き起こすことが分かり社会問題にもなっている。
- 岩綿 （英語 rock wool） - ロックウール。人工的に玄武岩や安山岩、鉱滓などを高温で溶融し、遠心力や圧縮空気でそれを細いノズルから噴出させて急冷し繊維状にしたもの。石綿より径が大きく。断熱材・吸音材などの他、園芸用土にも使われる。
- スチールウール - 鉄の繊維による「わた」。非常に酸化しやすく、酸素中で激しく燃焼する。

### 合成繊維
- 合繊綿 - 合成繊維による「わた」。主にポリエステル製が多い。木綿綿の2倍のかさ高があり、保温性に優れて軽く、体に馴染み易い。木綿綿と混合されて使われる場合が多い。